# Aptitud
|  | Per a altres significats, vegeu «Aptitud (biologia)». |

En psicologia, l'aptitud  (del llatí  aptius  = capaç per), és qualsevol característica psicològica que permet pronosticar diferències interindividuals en situacions futures d'aprenentatge. Caràcter o conjunt de condicions que fan a una persona especialment idònia per a una funció determinada.
Mentre que en el llenguatge comú l'aptitud només es refereix a la capacitat d'una persona per realitzar adequadament una tasca, en psicologia engloba tant capacitats cognitives i processos com a característiques emocionals i de personalitat. Cal destacar també que l'aptitud està estretament relacionada amb la intel·ligència (vegeu: Intel·ligències múltiples) i amb les habilitats tant innates com adquirides fruit d'un procés d'aprenentatge.

## Intel·ligènciai aptitud
Les aptituds estan relacionades amb una àmplia varietat de capacitats competencials, totes elles relacionades amb les diverses habilitats lògico-matemàtiques.
- Raonament lògic . Aptitud relacionada amb la Intel·ligència lògica-matemàtica.
- Raonament abstracte . Aptitud relacionada amb la Intel·ligència lògica-matemàtica.
- Comprensió verbal i expressió escrita . Aptitud relacionada amb la Intel·ligència lingüística.
- Raonament espacial . Aptitud relacionada amb la Intel·ligència espacial.
- Concentració mental . Aptitud relacionada amb la Intel·ligència emocional.
- Destresa manual i coordinació viso-manual . Aptitud relacionada amb la Intel·ligència corporal-cinestèsica.
- Memòria .
- Inventiva-originalitat-relació amb el medi .
- Capacitat analítica . Aptitud relacionada amb la Intel·ligència lògica-matemàtica.
- Capacitat de síntesi . Aptitud relacionada amb la Intel·ligència lògica-matemàtica.
- Raonament físico-mecànic . Aptitud relacionada amb la Intel·ligència espacial.
- Capacitat d'observació . Aptitud relacionada amb la Intel·ligència espacial.
- Atenció distribuïda .
- Habilitat corporal . Aptitud relacionada amb la Intel·ligència corporal-cinestèsica.
- Habilitat musical . Aptitud relacionada amb la Intel·ligència musical.
- Inferència . Aptitud relacionada amb la Intel·ligència lògica-matemàtica.
- Raonament inductiu . Aptitud relacionada amb la Intel·ligència lògica-matemàtica.
- Raonament deductiu . Aptitud relacionada amb la Intel·ligència lògica-matemàtica.

Tot i que les aptituds estan relacionades amb el respecte la tolerància i l'amor, també s'ha de prendre en compte els trets que la conformen per poder definir l'aptitud d'una persona, ja que aquesta es veu afectada per l'objectiu propi de la mateixa que defineix l'interès, els seus objectius i la creativitat que comporta a les habilitats i capacitats (les abans esmentades) adquirides i desenvolupades.

## Tipus d'Aptituds (psicologia)
Abstracta o científica:  per entendre principis i teories que no estan inscrits en la naturalesa.
 Espacial:  per manejar espais, dimensions, geometria.
 Numèrica:  per comprendre i desenvolupar mecanitzacions numèriques.
 Verbal:  per comprendre paraules, oracions, textos i relacions entre aquests.
 Mecànica:  per comprendre la transmissió de moviments i les seves disfuncions.
 Artística-plàstica:  habilitat per desenvolupar formes, aplicar colors i apreciar formes estètiques.
 Musical:  capacitat per relacionar i memoritzar notes musicals, generar arranjaments i crear música.
 Social:  per comprendre i interaccionar amb el proïsme.
 Coordinació visomotriu:  habilitat per a moviments fins i coordinació d'ull-mà.
 Executiva:  capacitat per planificar i dirigir grups de treball.
 Organització:  habilitat per classificar, ordenar i sistematitzar una font d'informació.
 Persuasiva:  per argumentar, convèncer, ordenar, i sistematitzar, una font d'informació.

## Nota
1. ↑  Pere Labernia. Diccionari de la llengua catalana ab la correspondencia castellana y llatina,1.  Espasa Germans, 1864, p. 299– [Consulta: 11 abril 2011].

...